# TTA (编解码器)
（缩写）是一種自由又簡單的實時无损音频编解码器，由Tau Project（页面存档备份，存于）維護。TTA是一种基于自适应预测过滤的无损音频压缩，与目前主要的其他格式相比，能有相同或更好的压缩效果。

## TTA压缩器
- 可将数据压缩至30%的无损音频数据压缩
- 實時編碼／解碼算法
- 操作快捷、对系统要求低
- 支持多平台
- 自由软件和开放源代码
- 硬件支持

TTA是用于对多声道8、16、24 bits整型和32bitsIEEE浮点型的音訊WAV格式的无损压缩，压缩的大小范围是原文件大小的30%—70%。TTA格式主要目标不是追求最大的压缩率，而是对于硬件执行的编码算法最优化，同时支持ID3v1和ID3v2两种标签信息。
使用True Audio编码，您可以将20张收藏的音频CD存储到一张DVD-R盘上并播放。还能用流行的ID3标签存储所有曲目的信息。

## TTA项目
- 自由和简单的数据格式
- 为所有流行媒体播放器提供插件
- TTA DirectShow滤波器
- Tau Producer - 用于Windows的图形界面压缩器
- 各种TTA的  C/C++开发库

## 參见
- 无损数据压缩
- 有损数据压缩
- 音频数据压缩
- 音频编码格式的比较